# Carinotetraodon
Carinotetraodon is een geslacht van straalvinnige vissen uit de familie van de kogelvissen (Tetraodontidae).

## Soorten
- Carinotetraodon borneensis (Regan, 1903)
- Carinotetraodon imitator Britz & Kottelat, 1999
- Carinotetraodon irrubesco Tan, 1999
- Carinotetraodon lorteti (Tirant, 1885)
- Carinotetraodon salivator Lim & Kottelat, 1995
- Carinotetraodon travancoricus (Hora & Nair, 1941)